# Порубы
Порубы (укр. Поруби) — село в Яворовской городской общине Яворовского района Львовской области Украины.
Население по переписи 2001 года составляло 450 человек. Занимает площадь 1,061 км². Почтовый индекс — 81020. Телефонный код — 3259.